# Candelaria, Atlántico
Candelaria är en ort i Colombia.   Den ligger i departementet Atlántico, i den norra delen av landet, 700 km norr om huvudstaden Bogotá. Candelaria ligger 13 meter över havet och antalet invånare är 11 427.
Terrängen runt Candelaria är platt. Runt Candelaria är det ganska tätbefolkat, med 166 invånare per kvadratkilometer. Närmaste större samhälle är Sabanalarga, 19,4 km norr om Candelaria. Omgivningarna runt Candelaria är huvudsakligen savann.